# Луї Рішарде
Луї Марсель Рішарде (фр. Louis Marcel Richardet; 17 травня 1864 — 14 січня 1923) — швейцарський стрілець, дворазовий чемпіон Літніх Олімпійських ігор 1900 і 11-разовий чемпіон світу.

## Літні Олімпійські ігри 1900
На Літніх Олімпійських іграх 1900 в Парижі Рішарде взяв участь у змаганнях зі стрільби з пістолета і гвинтівки. В особистому пістолетному змаганні він посів 4-те місце, набрав 448 балів. У командному поєдинку його збірна посіла перше місце, вигравши золоті медалі.
У стрільбі з гвинтівки стоячи Рішарде посів 17-те місце з 269 балами, з коліна 9-ту позицію з 297 балами, і лежачи 12-те місце з 307 очками. У стрільбі з трьох положень, в якій всі отримані бали сумуються, він став 16-тим. У командному змаганні його збірна стала першою, зібравши золоті нагороди.

## Літні Олімпійські ігри 1906
На неофіційних Олімпійських іграх 1906 в Афінах Рішарде став триразовим чемпіоном в стрільбі з армійського пістолета на 25 м, з армійської гвинтівки на 300 м і серед команд. Він також отримав три срібні нагороди в довільній гвинтівці з коліна і лежачи і в армійській гвинтівці на 200 м. Проте ці шість медалей не визнаються МОКом, і вони не рахуються офіційними.

## Чемпіонати світу
Рішарде брав участь на чемпіонатах світу з 1897 по 1909. Він став чемпіоном 13 раз, срібним призером 4 рази і бронзовим 5.

## Результати
Стартував лише на одних Олімпійських іграх (в Париж і в 1900 року). Брав участь в семи дисциплінах, отримав дві золоті медалі (обидві медалі в командних змаганнях). У змаганнях індивідуальних майже отримав медаль в стрільбі з пістолета з 50 метрів, але зрештою посів лишень 4 місце. Виступив також у восьми дисциплінах на Літніх Олімпійських іграх 1906, отримав 3 золоті медалі й одну срібну (аж 3 з них в змаганнях індивідуальних). Тільки в одній з дисциплін вийшов поза десятку найкращих стрільців. Загалом швейцарець отримав 6 медалей (деякі джерела кажуть, що навіть більше. Це зв'язано з тим, що на Літніх Олімпійських іграх 1906 року Рішарде здобув два місця на подіумі в неофіційних дисциплінах довільної гвинтівки).
Першу свою золоту медаль на чемпіонаті світу Рішарде отримав під час чемпіонату в 1897 році в командних змаганнях. Останню медаль отримав в 1909 році в Гамбурзі, де знову став чемпіоном. Загалом Рішарде здобув 22 медалі на чемпіонатах світу, в тому числі 14 з них в командних змаганнях, а 8 медалей в індивідуальному змаганні. 13 раз був чемпіоном світу, 4 рази віце-чемпіоном, 5 раз отримав бронзову медаль. На чемпіонаті світу встановив свій індивідуальний рекорд світу зі стрільби з гвинтівки лежачи, 300 м (здобув 343 бали). Це сталось в 1903 році в Буенос-Айрес.

## Олімпійські результати (разом з Літніми Олімпійськими іграми 1906 року)
| Олімпійські ігри                               | Дисципліна                                                       | Результат                                                           | Місце      | Джерело |
| ---------------------------------------------- | ---------------------------------------------------------------- | ------------------------------------------------------------------- | ---------- | ------- |
| OІ 1900                                        | Довільний пістолет, 50 м                                         | 448 балів                                                           | 4 (з 20)   | [ 4 ]   |
| OІ 1900                                        | Довільний пістолет, 50 м                                         | 2271 бал (ком.), 448 балів (індивід.)                               | 1 (з 4)    | [ 5 ]   |
| OІ 1900                                        | Довільна гвинтівка з трьох положень, 300 м                       | 873 бали Лежачи — 307 балів З коліна — 297 балів Стоячи — 269 балів | 16 (з 30)  | [ 6 ]   |
| OІ 1900                                        | Довільна гвинтівка з трьох положень, 300 м (ком.)                | 4399 балів (ком.), 873 бали (індивід.)                              | 1 (з 6)    | [ 7 ]   |
| OІ 1900                                        | Довільна гвинтівка лежачи, 300 м                                 | 307 балів                                                           | 12 (з 30)  | [ 8 ]   |
| OІ 1900                                        | Довільна гвинтівка з коліна, 300 м                               | 297 балів                                                           | 9 (з 30)   | [ 9 ]   |
| OІ 1900                                        | Довільна гвинтівка стоячи, 300 м                                 | 269 балів                                                           | 17T (з 30) | [ 10 ]  |
| ОІ 1906                                        | Довільний пістолет, 25 м                                         | 241 бал                                                             | 4 (з 28)   | [ 11 ]  |
| ОІ 1906                                        | Довільний пістолет, 50 м                                         | 194 бали                                                            | 13 (з 30)  | [ 12 ]  |
| ОІ 1906                                        | Армійська гвинтівка, 20 м (Gras 1873—1874)                       | 199 балів                                                           | 7 (з 31)   | [ 13 ]  |
| ОІ 1906                                        | Армійська гвинтівка, 20 м                                        | 253 бали                                                            | 1 (з 31)   | [ 14 ]  |
| ОІ 1906                                        | Довільна гвинтівка з трьох положень, 300 м, (ком.)               | 4617 балів (ком.), 935 балів (індивід.)                             | 1 (з 4)    | [ 15 ]  |
| ОІ 1906                                        | Довільна гвинтівка, довільне положення, 300 m                    | 221 бал                                                             | 10 (з 35)  | [ 16 ]  |
| ОІ 1906                                        | Армійська гвинтівка, з коліна або стоячи, 200 м (Gras 1873—1874) | 187 балів                                                           | 2 (з 31)   | [ 17 ]  |
| ОІ 1906                                        | Армійська гвинтівка, з коліна або стоячи, 300 м                  | 238 балів                                                           | 1 (з 46)   | [ 18 ]  |
| ОІ 1906 Дисципліна ця вважається неофіціальною | Довільна гвинтівка лежачи, 300 м                                 | немає даних                                                         | 2          | [ 19 ]  |
| ОІ 1906                                        | Довільна гвинтівка з коліна, 300 м                               | немає даних                                                         | 2          |         |

### Медалі здобуті на чемпіонатах світу
Опрацювання джерел:
|                   | Дисципліна                                        | Результат                               | Місце |
| ----------------- | ------------------------------------------------- | --------------------------------------- | ----- |
| Ліон 1897         | Довільна гвинтівка з трьох положень, 300 м (ком.) | 2310? балів (ком.)                      | 1     |
| Турин 1898        | Довільна гвинтівка з трьох положень, 300 м (ком.) | 4216 балів (ком.)                       | 3     |
| Париж 1900        | Довільний пістолет, 50 м (ком.)                   | 2271 балів (ком.), 448 балів (індивід.) | 1     |
| Париж 1900        | Довільна гвинтівка з трьох положень, 300 м (ком.) | 4399 балів (ком.), 873 бали (індивід.)  | 1     |
| Люцерн 1901       | Довільний пістолет, 50 м                          | 439 балів                               | 2     |
| Люцерн 1901       | Довільний пістолет, 50 м (ком.)                   | 2159 балів (ком.)                       | 1     |
| Буенос-Айрес 1903 | Довільна гвинтівка з трьох положень, 300 м        | 952 бали                                | 2     |
| Буенос-Айрес 1903 | Довільна гвинтівка з трьох положень, 300 м (ком.) | 4598 балів (ком.)                       | 1     |
| Буенос-Айрес 1903 | Довільна гвинтівка лежачи, 300 м                  | 343 бали Рекорд світу\|20px             | 1     |
| Буенос-Айрес 1903 | Довільна гвинтівка з коліна, 300 м                | 333 бали                                | 3     |
| Ліон 1904         | Довільна гвинтівка з трьох положень, 300 м (ком.) | 4542 бали (ком.)                        | 1     |
| Ліон 1904         | Довільна гвинтівка лежачи, 300 м                  | 330 балів                               | 3     |
| Ліон 1904         | Довільна гвинтівка з коліна, 300 м                | 326 балів                               | 3     |
| Ліон 1904         | Довільний пістолет, 50 m (ком.)                   | 2333 бали (ком.)                        | 1     |
| Брюссель 1905     | Довільна гвинтівка з трьох положень, 300 м        | 972 бали                                | 3     |
| Брюссель 1905     | Довільна гвинтівка з трьох положень, 300 м (ком.) | 4737 балів (ком.)                       | 1     |
| Брюссель 1905     | Довільна гвинтівка з коліна, 300 м                | 340 балів                               | 1     |
| Брюссель 1905     | Довільний пістолет, 50 м (ком.)                   | 2393 бали (ком.)                        | 2     |
| Мілан 1906        | Довільна гвинтівка з трьох положень, 300 м (ком.) | 4716 балів (ком.)                       | 1     |
| Мілан 1906        | Довільний пістолет, 50 м (ком.)                   | 2422 бали (ком.)                        | 2     |
| Відень 1908       | Довільна гвинтівка з трьох положень, 300 м (ком.) | 4616 балів (ком.)                       | 1     |
| Гамбург 1909      | Довільна гвинтівка з трьох положень, 300 м (ком.) | 4840 балів (ком.)                       | 1     |